# Ton Berends

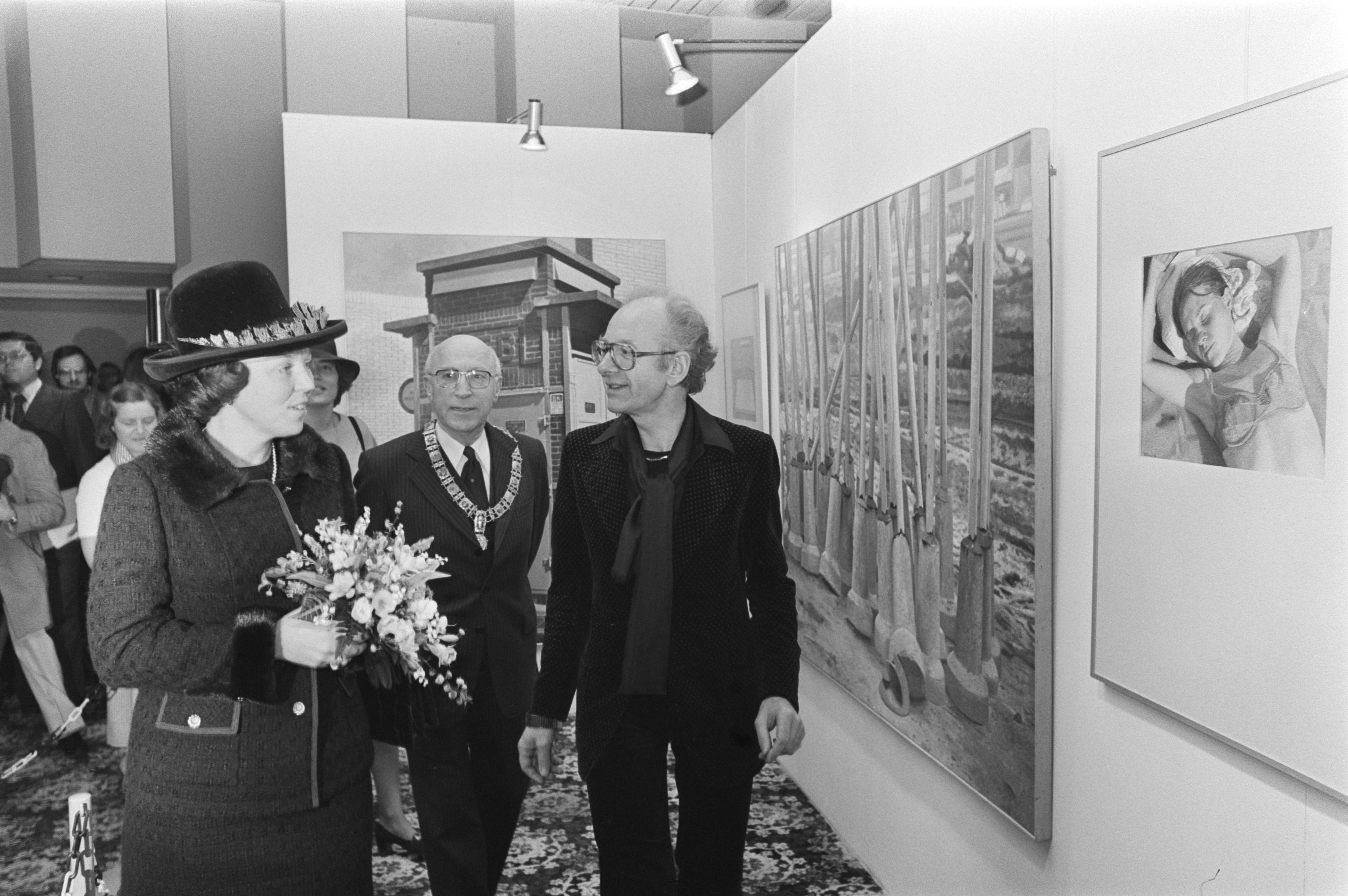
Prinses Beatrix, vergezeld door burgemeester Samkalden en Ton Berends tijdens opening Dutch Art Fair in de Sonesta Koepelzaal, Amsterdam, 1977

Antonius Gerhardus Aloysius (Ton) Berends (Zwolle, 8 februari 1923 – Den Haag, 19 augustus 2003) was een Nederlandse binnenhuisarchitect, schilder en galeriehouder. Het meest bekend was hij als oprichter en directeur van galerie Nouvelles Images in Den Haag (1960-1989).

## Biografie
Ton Berends werd in 1923 in Zwolle geboren als tweede zoon van een huisschilder, die in zijn vrije tijd amateurschilder was. Met zijn vader bezocht hij in zijn jeugd kunstmusea. Na een voortijdig afgebroken opleiding tot priester op het kleinseminarie begon hij, toen hij 18 jaar was, als etaleur te werken bij Vroom en Dreesman. Vanwege de Arbeiteinsatz, tijdens W.O. II, werd hij tewerkgesteld in Neumünster (D), in een vliegtuigfabriek. Tijdens een verlof in Nederland is hij ondergedoken. Eén van de onderduikadressen was bij een familie in Deventer die een kunsthandel dreven, waarvan hij toen dacht dat hij zoiets later ook wel zou willen hebben.
Na de bevrijding keerde hij terug als etaleur bij V&D in Zwolle en werd er hoofdetaleur. Als voorzitter van de Katholieke Jonge Middenstandsvereniging, afdeling Zwolle (van 1950-1959 was hij ook landelijk voorzitter), organiseerde hij onder andere een Bijbelclub. Zo kwam hij in contact met de religieuze kunsthandel Waanders waar hij bedrijfsleider werd. Hem was voorgesteld dat hij deze zaak kon overnemen, maar toen de zaken goed begonnen te lopen, schoven de eigenaren een familielid naar voren om de leiding over te nemen. Via een vertegenwoordiger werd hij getipt over de religieuze kunsthandel Henke in Den Haag, die een opvolger zocht. In 1950 vertrekt hij naar Den Haag en neemt de zaak op het Westeinde 22 over. Het was een deftige onderneming waar de katholieke families als Vroom en Cloppenburg tot de clientèle behoorden.
Een artikel in het dagblad De Tijd in 1959 over Club des Nouvelles Images in Parijs deed hem afreizen naar Frankrijk. Tot dan toe borduurde de religieuze devotiekunst van bidprentjes, kruisjes e.d. voort op de neogotische stijl uit de 19de eeuw. De Parijse onderneming gaf echter aan bekende hedendaagse beeldende kunstenaars opdrachten voor ontwerpen (Chagall, Matisse, Arp). Ton Berends vroeg en kreeg de alleenvertegenwoordiging voor Nederland en hij startte in 1960 kunstzaal Nouvelles Images in het achterdeel van de winkel.

### Galerie Nouvelles Images
Mede door de secularisatie verschoof langzamerhand het tentoonstellen van religieus getinte beeldende kunst naar de achtergrond. In 1965 werd de religieuze kunsthandel opgeheven en richtte hij de gehele begane grond van het pand in als galerie voor hedendaagse kunst. In hetzelfde jaar voltooide hij ook de opleiding binnenhuisarchitectuur die hij in de avonduren had gevolgd aan de KABK.
Zijn voorkeur ging uit naar zowel expressionistische kunst (Lucebert, Lataster, Diederen, Defesche, Constant, Brands, Armando, Hussem), als constructivistische kunst (Carel Visser, Ad Dekkers, David van de Kop, André Volten). Hij zei hierover dat hij was opgegroeid met het expressionisme en door zijn opleiding als binnenhuisarchitect zich ook verwant voelde met het constructivisme. Ook haalde hij bekende internationale kunstenaars naar Den Haag zoals Seuphor, Arp, Chillida, Saura, Calderara. In 1967 exposeerde hij gouaches onder het pseudoniem Toni Antal in zijn eigen galerie. Naast beeldende kunst begon hij vanaf 1969, als een van de eerste galerieën, kunstsieraden tentoon te stellen.
Een uitbreiding van de galerieruimte, door aankoop van het erachter gelegen drukkerijgebouw in 1975, maakte de galerie toen tot een van de grootste in Nederland, waar meerdere tentoonstellingen tegelijkertijd te zien waren. In de zomermaanden organiseerde hij thematentoonstellingen die alle ruimtes van de galerie besloegen, zoals "Dichtende Schilders/Schilderende Dichters, "Verwijzen naar" (over kunst waarin de kunstenaar citeerde uit werken van andere kunstenaars), of stond er kunst uit een land centraal (België, Spanje, Oostenrijk, Japan, Polen). Een ander jaarlijks terugkerend gebeuren waren de tentoonstellingen van kunstenaars die net de academie hadden afgerond. De museale ruimtes van het drukkerijgebouw gaven ook onderdak aan het Haags Architectuur Café, dat er zijn tweemaandelijkse bijeenkomsten hield en er lezingen en presentaties organiseerde door bekende architecten (Rossi, Siza, Rogers, Krier, Koolhaas, Coenen en Bofill)
In 1977 was Ton Berends als voorzitter van de Nederlandse Vereniging Galeriehouders betrokken bij de organisatie van de eerste commerciële galeriebeurs voor hedendaagse kunst in Nederland, Dutch Art Fair '77, in de Koepelkerk te Amsterdam. In 1989 trok hij zich terug uit de galerie (deze werd overgenomen en voortgezet tot 2018) en hij ging verder, tot zijn overlijden, met Studio Ton Berends, boven de galerie, waar hij sieraden en design tentoonstelde en er werkte als binnenhuisarchitect. Ook organiseerde hij tentoonstellingen van Nederlandse beeldende kunst en design in het cultureel centrum Erasmushuis in Djakarta (Indonesië). In 1999 werd hij onderscheiden tot ridder in de Orde van Oranje-Nassau. 
In 2003 overleed hij na een kort ziekbed.